# Drycothaea viridescens
Drycothaea viridescens är en skalbaggsart som först beskrevs av Jean Baptiste Lucien Buquet 1857.  Drycothaea viridescens ingår i släktet Drycothaea och familjen långhorningar.
Artens utbredningsområde är Paraguay. Inga underarter finns listade i Catalogue of Life.